# I Believe (이수영의 음반)
《I Believe》는 가수 이수영의 데뷔 음반이다. 발매 당시 대형 빌딩의 전광판 및 신문 등을 이용한 대대적인 홍보를 하였다. 음반명이자 타이틀 곡명인 〈I Believe〉는 동양적 분위기의 발라드 곡이다. 후속곡 〈Goodbye My Love〉의 오케스트라 버전이 나오면서 오케스트라 버전과 〈I Believe〉의 뮤직비디오 영상을 추가하여 앨범이 재발매되었다.
1집은 〈I Believe〉 단 한곡을 제외하면 이수영의 색깔로 알려진 여린 음색의 반가성과는 정반대의 창법인 고음을 강조한 진성 창법이 구사된 곡들로 채워져있으며 창법이 본격적으로 정비되기전
녹음한 곡들로 수록되었다. 본 음반의 프로듀서를 맡았던 MGR은 첫 앨범부터 가수의 방향성을 제시하기엔 어려운 부분이 있어서 대중적인 곡들로 노래를 채웠다고 말했다.
특히 이 음반은 당시 가요음반들 중에서는 이례적으로 최종 마스터링을 일본에서 해왔다. 제작자가 음반의 퀄리티에도 상당히 신경쓰는 것을 알 수 있다.
그리고 수록곡들 가운데 〈나무〉는 영화 《흑수선》의 OST로 사용되었다.

## 수록곡

### 정식 버전
| #   | 제목                | 작사          | 작곡           | 편곡           | 재생 시간 |
| --- | ------------------- | ------------- | -------------- | -------------- | --------- |
| 1.  | 〈Issey Miyake〉    | -             | 이안 (더 데이) | 이안 (더 데이) | 2:59      |
| 2.  | 〈Swan Song〉       | 이수영        | 조규찬         | 조규찬         | 4:41      |
| 3.  | 〈Missing You〉     | 하해룡        | 주영훈         | 주영훈         | 4:34      |
| 4.  | 〈I Believe〉       | MGR           | MGR            | MGR, 황성제    | 4:50      |
| 5.  | 〈Goodbye My Love〉 | 김선민        | 고성진         | 고성진         | 3:43      |
| 6.  | 〈少心〉 (소심)     | 김선민        | 김선민         | 이홍래         | 4:03      |
| 7.  | 〈Foolish〉         | 3534 (윤희중) | 황세준         | 황세준         | 4:08      |
| 8.  | 〈기다릴게〉        | 하해룡        | 고성진         | 고성진         | 3:32      |
| 9.  | 〈나무〉            | 조규만        | 조규만         | 조규만         | 4:41      |
| 10. | 〈여행〉            | 박학기        | 박학기         | 박학기         | 4:03      |
| 11. | 〈I Believe〉 (MR)  |               | MGR            | MGR, 황성제    | 4:50      |

### 재발매 버전 (추가)
| #  | 제목                    |
| -- | ----------------------- |
| 1  | Issey Miyake            |
| 2  | Swan Song               |
| 3  | Missing You             |
| 4  | I Believe               |
| 5  | Goodbye My Love         |
| 6  | 少心 (소심)             |
| 7  | Foolish                 |
| 8  | 기다릴게                |
| 9  | 나무                    |
| 10 | 여행                    |
| 11 | I Believe (MR)          |
| 12 | I Believe M/V (CD Only) |

| #  | 제목                                  | 작사   | 작곡   | 편곡                   | 길이 |
| -- | ------------------------------------- | ------ | ------ | ---------------------- | ---- |
| 13 | Goodbye My Love (CD Only New Version) | 김선민 | 고성진 | 고성진, 황성제, 박인영 | 4:20 |